# Simon Donnelly
Simon Thomas Donnelly (* 1. Dezember 1974 in Glasgow) ist ein ehemaliger schottischer Fußballspieler. Als offensiver Mittelfeldspieler war er vor allem als langjährige Stammkraft von Celtic Glasgow in den 1990er-Jahren bekannt. Er gewann mit Celtic 1995 den schottischen Pokal sowie drei Jahre später die schottische Meisterschaft und war Teil des schottischen Kaders der WM-Endrunde 1998 in Frankreich. Im Juli 1999 wechselte er nach England zu Sheffield Wednesday, hatte dort jedoch Verletzungsprobleme und kehrte nach Schottland zurück, wo er bis zu seinem Karriereende im Jahr 2011 für den FC St. Johnstone, Dunfermline Athletic und Partick Thistle spielte.

## Sportlicher Werdegang

### Fußballerische Karriere
Donnelly wuchs in der Nachbarschaft der Stadt Glasgow in Rutherglen auf. Sein Vater Tom hatte sich ebenfalls als Profifußballer versucht, konnte sich aber bei den Glasgow Rangers nicht durchsetzen und war stattdessen zwischen 1968 und 1978 für den FC Motherwell und den FC East Stirlingshire aktiv gewesen, bevor er Lehrer wurde. Simon Donnelly wiederum begann seine Laufbahn als Flügelstürmer beim FC Queen’s Park und wechselte im Mai 1993 zu Celtic Glasgow. Dort wurde er am 19. März 1994 beim 0:0 im Auswärtsspiel gegen Hibernian Edinburgh erstmals eingewechselt. Zum Ende der Saison 1993/94 wusste er mit fünf Ligatoren in insgesamt zwölf Einsätzen zu überzeugen, konnte das Niveau jedoch in der anschließenden Spielzeit 1994/95 nicht halten. In 19 Ligapartien konnte er keinen eigenen Treffer beisteuern, aber als „Trostpflaster“ diente der Gewinn des schottischen Pokals, in dessen Finale gegen den Airdrieonians FC (1:0) Donnelly in der Startelf gestanden hatte. In der folgenden Saison 1995/96 bestritt er 35 von 36 Ligabegegnungen und traf dabei sechsmal. Er festigte auch in der Spielzeit 1996/97 seinen Status als Stammspieler und kam am 27. Mai 1997 zu seinem ersten A-Länderspiel für die schottische Nationalmannschaft gegen Wales (0:1). In der anschließenden Saison 1997/98 kam Donnelly regelmäßig für Schottland zum Einsatz und wurde dann auch in den schottischen Kader für die WM-Endrunde 1998 in Frankreich berufen, wo er jedoch keine Bewährungschance erhielt. Mit seinem zehnten Länderspiel am 14. Oktober 1998 gegen die Färöer (2:1) endete Donnellys Nationalmannschaftskarriere. Im Verein war er in der Saison 1997/98 an seinem sportlichen Zenit angelangt; er schoss zehn Tore in 30 Ligapartien und gewann mit Celtic die schottische Meisterschaft und den Ligapokal. Im Juli 1999 wechselte Donnelly ablösefrei (gemeinsam mit Phil O’Donnell) in die englische Premier League zu Sheffield Wednesday.
Donnellys erste Saison 1999/2000 in Sheffield war überschattet von zahlreichen Verletzungen. Nach gerade einmal 12 Erstligapartien musste Donnelly zudem den Abstieg in die Zweitklassigkeit hinnehmen. In der folgenden Spielzeit 2000/01 stand er sogar nur in drei Zweitligabegegnungen auf dem Platz. Es folgten zwei weitere Jahre als Ergänzungsspieler mit insgesamt 38 Zweitligapartien und sechs Toren, bevor ihm der Klub nach Ende der Saison 2002/03 die Freigabe für einen Vereinswechsel erteilte. Auf der Suche nach einem neuen fußballerischen Engagement spielte er bei Coventry City vor, entschied sich dann jedoch im August 2003 für die Rückkehr nach Schottland, um dort per Einjahresvertrag beim FC St. Johnstone anzuheuern.
Trotz seiner langen Verletzungshistorie absolvierte er in seiner ersten Saison jedes Ligaspiel für die „Saints“ und schoss acht Tore, bevor er sich im Juli 2004 für ein Folgeengagement bei Dunfermline Athletic entschloss. Dort kehrten seine Blessuren wieder häufiger zurück und in zwei Jahren kam er nur auf insgesamt 39 Ligapartien. Nächste und letzte Station in seiner aktiven Profilaufbahn war ab Juni 2006 Partick Thistle. Dort war Donnelly drei Jahre lang Stammspieler und wurde nach Ablauf der Saison 2008/09 zunächst freigestellt. Als sich dann jedoch Kotrainer John Henry in Richtung des FC Burnley verabschiedete, wurde Donnelly wieder zurückgeholt, um als Spielertrainer in der Doppelfunktion als Spieler und Assistent zu fungieren. Die Ereignisse wiederholten sich nach Ablauf der Saison 2009/10 mit einer anfänglichen Freistellung, der ein weiterer Einjahresvertrag für Donnelly folgte. Im Jahr 2011 endete schließlich sein Spielerengagement für Partick Thistle und er arbeitete fortan dauerhaft als Assistent für seinen Freund und Ex-Mannschaftskameraden Jackie McNamara, nachdem dieser die Cheftrainerrolle übernommen hatte.

### Nach der aktiven Laufbahn
Ende Januar 2013 verließ Donnelly Patrick Thistle, schloss sich als Assistent Dundee United an und folgte damit McNamara, der dort ein neues Trainerengagement angenommen hatte. Gut zweieinhalb Jahre später endete das Engagement des Gespanns im September 2015. Zwei Monate später wurde Donnellys Verpflichtung beim englischen Klub York City bekanntgegeben, erneut als Assistent von McNamara. Nach McNamaras Beförderung in den Vereinsvorstand kehrte Donnelly dem Klub Mitte Oktober 2016 den Rücken.
Zurück in Schottland wurde Donnelly im September 2020 Kotrainer bei Brechin City und arbeitete dort für Mark Wilson, einem weiteren Ex-Celtic-Mitspieler. Beide wurden im Oktober 2020 entlassen.

## Titel/Auszeichnungen
- Schottische Meisterschaft (1): 1997/98
- Schottischer Pokal (1): 1994/95
- Schottischer Ligapokal (1): 1997/98